# Eerste divisie (mannenhandbal) 2019/20
De eerste divisie is de op een na hoogste afdeling van het Nederlandse handbal bij de heren op landelijk niveau. Door de coronacrisis in Nederland werd het seizoen 2019/2020 eerder beëindigd.

## Gevolgen van de coronacrisis in Nederland
Nadat eerder alle wedstrijden tussen 12 en 22 maart 2020 waren afgelast, heeft op 24 maart het bondsbestuur van het NHV, alle competities voor het seizoen 2019/2020 als beëindigd verklaard. De belangrijkste consequenties waren dat de standen op 10 maart, de dag waarop de laatste wedstrijden zijn gespeeld, als de eindstanden golden, en dat er voor dit seizoen geen reglementaire promotie/degradatie bestond. Zelfs niet voor ploegen die dachten al zeker te zijn van promotie of degradatie, daar tegenover een promoverende ook een degraderende ploeg staat en veelal, zoniet altijd, beide nog niet bekend waren. Dit als gevolg van de op 23 maart door het kabinet genomen aangescherpte maatregelen in verband met de coronacrisis in Nederland waardoor er zeker tot 1 juni geen verdere wedstrijden meer gespeeld konden worden.
Hieronder wordt de situatie getoond zoals deze op 10 maart 2020 bestond, inclusief hetgeen dat in de planning stond. Voor de duidelijkheid, het ingeplande is definitief afgelast en de standen zijn als de eindstanden bepaald.

## Opzet
In het seizoen 2020/21 wordt de eerste divisie met twee teams, van veertien naar twaalf, teruggebracht. Daardoor wordt dit seizoen een soort tussenjaar met een gewijzigde opzet.
- De kampioenen promoveert rechtstreeks naar de eredivisie (mits er niet al een hogere ploeg van dezelfde vereniging in de reguliere eredivisie speelt). Dit is ongewijzigd ten opzichte van vorig seizoen.
- De ploegen die als een-na-laatste (dertiende) en laatste (veertiende) eindigen degraderen rechtstreeks naar de tweede divisie. Ook dit is ongewijzigd ten opzichte van vorig seizoen.
- Het seizoen wordt onderverdeeld in vier perioden van respectievelijk 6, 7, 7 en 6 wedstrijden. De ploeg die in een periode de meeste punten behaalt, is periodewinnaar en verkrijgt het recht om deel te nemen aan de zogenaamde nacompetitie. Indien de uiteindelijke kampioen, een ploeg die niet mag promoveren, of een degradant een periode wint, wordt het recht tot deelname aan de nacompetitie overgedragen aan het hoogst geklasseerde team in de eindrangschikking dat nog niet aan de nacompetitie deelneemt. In de nacompetitie spelen deze vier ploegen uit de eerste divisie, samen met de nummers elf en twaalf van de regeliere eredivisie competitie, voor één plek in de eredivisie van volgend seizoen. En wederom is dit ongewijzigd ten opzichte van vorig seizoen.
- Wat extra, en daarmee anders, is, is dat de ploegen op plek 9, 10, 11 en 12, onderling nog een volledige competitie spelen. De ploegen die in deze competitie op de laatste twee plekken eindigen, degraderen ook naar de tweede divisie. Op deze wijze degraderen er ten opzichte van vorig seizoen 2 extra ploegen, om zo het aantal teams in de eerste divisie van volgend seizoen van 14 naar 12 terug te brengen.

Er promoveert dus zeker één ploeg, en mogelijk een tweede ploeg via de nacompetitie. Verder degraderen er 4 ploegen.

## Teams
| Ploeg                         | Plaats                | Provincie     | Trainer(s)                    | Hal                    |
| ----------------------------- | --------------------- | ------------- | ----------------------------- | ---------------------- |
| Green Park Handbal Aalsmeer 3 | Aalsmeer              | Noord-Holland | Micha Hoogewoud               | de Bloemhof            |
| DEF-Fire/Aristos              | Amsterdam             | Noord-Holland | Maarten Roestenburg           | Aristoshal             |
| Vrone/Berdos                  | Bergen                | Noord-Holland | Roland Verduin                | Sportpark de Kiefthoek |
| Herpertz Bevo HC 2            | Panningen             | Limburg       | Danny van Katwijk             | De Heuf                |
| DIOS                          | Den Hoorn             | Zuid-Holland  | Johan van der Voorn           | Ballonhal              |
| DWS                           | Schiedam              | Zuid-Holland  | Marjolein Luijten-van der Tas | Groenoordhal           |
| Yourlease/Eemland             | Soest                 | Utrecht       | Bessel Grift                  | Beukendal              |
| EHC                           | Leidschendam-Voorburg | Zuid-Holland  | Micha Vinkesteijn             | de Fluit               |
| Feyenoord Handbal             | Rotterdam             | Zuid-Holland  | Arjan Koster                  | Wielewaal              |
| G.H.V.                        | Goirle                | Noord-Brabant | Geert van Meersbergen         | De Wissel              |
| HVV '70                       | Voorschoten           | Zuid-Holland  | Dick Gijsman                  | Sportpark Adegeest     |
| Nieuwegein Houten Combinatie  | Nieuwegein            | Utrecht       | Mohsen Daghrir                | Galecop                |
| Klaverblad/Oliveo             | Pijnacker             | Zuid-Holland  | Dennis Teeuw                  | Het Nest               |
| Wematrans/Quintus 2           | Kwintsheul            | Zuid-Holland  | Gabi Luijten                  | Eekhout Hal            |

## Reguliere competitie

### Stand
| Pos | Team                          | Wed | W  | G | V  | Ptn | DV  | DT  | +/−  | Opmerking                                            |
| --- | ----------------------------- | --- | -- | - | -- | --- | --- | --- | ---- | ---------------------------------------------------- |
| 1   | Herpertz Bevo HC 2            | 26  | 23 | 0 | 3  | 46  | 892 | 728 | +164 | Promoveert naar de eredivisie                        |
| 2   | Green Park Handbal Aalsmeer 3 | 26  | 18 | 3 | 5  | 39  | 844 | 713 | +131 |                                                      |
| 3   | Vrone/Berdos                  | 26  | 17 | 2 | 7  | 36  | 875 | 805 | +70  | Nacompetitie voor promotie naar de eredivisie        |
| 4   | G.H.V.                        | 26  | 16 | 2 | 8  | 34  | 806 | 711 | +95  | Nacompetitie voor promotie naar de eredivisie        |
| 5   | Nieuwegein Houten Combinatie  | 26  | 15 | 1 | 10 | 31  | 776 | 775 | +1   | Nacompetitie voor promotie naar de eredivisie        |
| 6   | EHC                           | 26  | 14 | 2 | 10 | 30  | 755 | 722 | +33  | Nacompetitie voor promotie naar de eredivisie        |
| 7   | Feyenoord Handbal             | 26  | 12 | 4 | 10 | 28  | 804 | 789 | +15  |                                                      |
| 8   | Wematrans/Quintus 2           | 26  | 12 | 2 | 12 | 26  | 679 | 681 | −2   |                                                      |
| 9   | DIOS                          | 26  | 10 | 2 | 14 | 22  | 720 | 714 | +6   | Nacompetitie tegen degradatie naar de tweede divisie |
| 10  | HVV '70                       | 25  | 9  | 4 | 12 | 20  | 663 | 670 | −7   | Nacompetitie tegen degradatie naar de tweede divisie |
| 11  | Klaverblad/Oliveo             | 26  | 8  | 1 | 17 | 17  | 761 | 853 | −92  | Nacompetitie tegen degradatie naar de tweede divisie |
| 12  | DWS                           | 26  | 6  | 2 | 18 | 14  | 730 | 811 | −81  | Nacompetitie tegen degradatie naar de tweede divisie |
| 13  | Yourlease/Eemland             | 25  | 5  | 1 | 19 | 11  | 676 | 795 | −119 | Degraderen naar de tweede divisie                    |
| 14  | DEF-Fire/Aristos              | 26  | 3  | 0 | 23 | 4   | 677 | 891 | −214 | Degraderen naar de tweede divisie                    |

1. ↑  Winnaar eerste en vierde periode (ronde 1-6 en 21-26).
2. ↑  Winnaar tweede periode (ronde 7-13), echter niet gerechtigd tot spelen nacompetitie daar Green Park/Aalsmeer 2 volgend seizoen al in de eredivisie speelt.
3. ↑  Winnaar derde periode (ronde 14-20).
4. ↑  Vervangende winnaar eerste periode.
5. ↑  Vervangende winnaar tweede periode.
6. ↑  Vervangende winnaar vierde periode.
7. ↑  HVV '70 heeft 2 punten in mindering gekregen.
8. ↑  DEF-Fire/Aristos heeft 2 punten in mindering gekregen.

### Programma/Uitslagen
| Thuis \ Uit                   | AAL   | ARI   | BEV   | DIO   | DWS   | EEM   | EHC   | FEY   | GHV   | HVV   | NHC   | OLI   | QUI   | V&B   |
| ----------------------------- | ----- | ----- | ----- | ----- | ----- | ----- | ----- | ----- | ----- | ----- | ----- | ----- | ----- | ----- |
| Green Park Handbal Aalsmeer 3 |       | 38–29 | 40–25 | 28–20 | 31–22 | 37–28 | 35–26 | 33–30 | 35–23 | 21–22 | 35–23 | 32–33 | 29–24 | 33–39 |
| DEF-Fire/Aristos              | 27–43 |       | 25–44 | 23–30 | 30–33 | 31–26 | 29–41 | 22–34 | 30–33 | 20–31 | 22–40 | 29–28 | 25–29 | 19–29 |
| Herpertz Bevo HC 2            | 32–29 | 34–27 |       | 40–27 | 31–30 | 32–26 | 30–24 | 45–27 | 34–23 | 36–28 | 42–26 | 38–30 | 40–29 | 39–29 |
| DIOS                          | 21–27 | 40–21 | 29–31 |       | 36–24 | 30–22 | 33–32 | 27–20 | 31–23 | 25–25 | 20–25 | 27–14 | 22–26 | 31–32 |
| DWS                           | 30–30 | 31–36 | 23–35 | 26–24 |       | 38–25 | 29–30 | 30–29 | 23–29 | 25–32 | 29–30 | 42–31 | 21–21 | 30–31 |
| Yourlease/Eemland             | 31–40 | 26–24 | 30–33 | 32–24 | 38–25 |       | 33–30 | 29–37 | 23–29 | NVT   | 37–37 | 29–36 | 23–26 | 30–36 |
| EHC                           | 22–22 | 30–28 | 23–31 | 28–26 | 33–23 | 24–20 |       | 28–28 | 25–22 | 27–19 | 31–27 | 32–14 | 29–22 | 27–31 |
| Feyenoord Handbal             | 30–30 | 38–25 | 34–30 | 32–32 | 34–31 | 18–24 | 41–40 |       | 27–28 | 33–25 | 28–26 | 33–24 | 21–28 | 36–32 |
| G.H.V.                        | 29–34 | 39–19 | 31–25 | 34–27 | 41–28 | 38–18 | 34–26 | 31–36 |       | 33–18 | 33–22 | 41–29 | 32–30 | 31–35 |
| HVV '70                       | 31–27 | 31–25 | 25–28 | 26–20 | 24–32 | 34–20 | 26–34 | 30–30 | 23–23 |       | 26–28 | 29–18 | 21–25 | 31–31 |
| Nieuwegein Houten Combinatie  | 26–28 | 37–27 | 27–33 | 38–32 | 29–24 | 46–30 | 31–25 | 34–33 | 28–27 | 27–23 |       | 36–33 | 25–26 | 38–36 |
| Klaverblad/Oliveo             | 32–36 | 39–35 | 34–40 | 31–24 | 37–31 | 34–31 | 28–32 | 35–30 | 26–33 | 23–33 | 30–32 |       | 22–22 | 34–43 |
| Wematrans/Quintus 2           | 29–34 | 30–29 | 21–32 | 19–26 | 25–21 | 23–16 | 23–27 | 31–32 | 24–31 | 28–20 | 33–16 | 26–31 |       | 32–24 |
| Vrone/Berdos                  | 29–37 | 37–20 | 31–32 | 35–36 | 39–29 | 33–29 | 37–29 | 39–33 | 35–35 | 31–30 | 32–22 | 37–35 | 32–27 |       |

1. ↑  Wedstrijd is op 7 maart (laatste speelronde) niet doorgegaan en is niet ingehaald daar hij niet tot wijzigingen in de eindstand had kunnen leiden.

## Nacompetitie

### Voor promotie
De 4 (vervangende) periodekampioenen spelen samen met nummers 11 en 12 van de reguliere eredivisie competitie voor 1 plek in de Eredivisie 2020/21.

#### Teams
| Positie               | Team                         | Opmerking                      |
| --------------------- | ---------------------------- | ------------------------------ |
| No. 11 eredivisie     | Olympia '89/DOS '80          |                                |
| No. 12 eredivisie     | Havas                        |                                |
| No. 04 eerste divisie | Vrone/Berdos                 | Winnaar 3de periode            |
| No. 05 eerste divisie | G.H.V.                       | Vervanger winnaar 1ste periode |
| No. 06 eerste divisie | Nieuwegein Houten Combinatie | Vervanger winnaar 2de periode  |
| No. 07 eerste divisie | EHC                          | Vervanger winnaar 4de periode  |

>> Volledig afgelast, het getoonde is de oorspronkelijke planning. <<

### Tegen degradatie
De ploegen op plek 9, 10, 11 en 12, spelen onderling een volledige competitie. De ploegen die in deze competitie op de laatste twee plekken eindigen, degraderen ook naar de tweede divisie.

#### Teams
| Positie               | Team              |
| --------------------- | ----------------- |
| No. 09 eerste divisie | DIOS              |
| No. 10 eerste divisie | HVV '70           |
| No. 11 eerste divisie | Klaverblad/Oliveo |
| No. 12 eerste divisie | DWS               |

>> Volledig afgelast, het getoonde is de oorspronkelijke planning. <<

#### Stand
| Pos | Team              | Wed | W | G | V | Ptn | DV | DT | +/− | Opmerking                         |
| --- | ----------------- | --- | - | - | - | --- | -- | -- | --- | --------------------------------- |
| 1   | DIOS              | 0   | 0 | 0 | 0 | 0   | 0  | 0  | 0   | Gehandhaafd in de eerste divisie  |
| 2   | DWS               | 0   | 0 | 0 | 0 | 0   | 0  | 0  | 0   | Gehandhaafd in de eerste divisie  |
| 3   | HVV '70           | 0   | 0 | 0 | 0 | 0   | 0  | 0  | 0   | Degraderen naar de tweede divisie |
| 4   | Klaverblad/Oliveo | 0   | 0 | 0 | 0 | 0   | 0  | 0  | 0   | Degraderen naar de tweede divisie |

#### Programma/Uitslagen
| Thuis \ Uit       | DIO    | DWS    | HVV    | OLI    |
| ----------------- | ------ | ------ | ------ | ------ |
| DIOS              |        | 29 mrt | 5 apr  | 26 apr |
| DWS               | 2 mei  |        | 22 mrt | 9 mei  |
| HVV '70           | 9 mei  | 25 apr |        | 28 mrt |
| Klaverblad/Oliveo | 21 mrt | 4 apr  | 3 mei  |        |